# جانغ إنهوا
جانغ إنهوا (بالصينية: 张恩华)، من مواليد 28 أبريل 1973 في داليان بالصين، لاعب كرة قدم صيني سابق.
و لعب زهانغ من نادي داليان شيد الصيني، وأعير إلى نادي غريمسبي الإنجليزي، وقد شارك مع منتخب الصين لكرة القدم في كأس العالم لكرة القدم 2002.

## روابط خارجية
- جانغ إنهوا على موقع الاتحاد الدولي (مؤرشف)  (الإنجليزية)
- جانغ إنهوا على موقع قاعدة بيانات كرة القدم.إي يو (الإنجليزية)
- جانغ إنهوا على موقع ناشيونال فوتبول تيمز (الإنجليزية)